# Project Kuiper
A Kuiper Systems LLC, más néven Project Kuiper, az Amazon leányvállalata, amelyet 2019-ben alapítottak egy nagy műholdas internetkonstelláció telepítésére, hogy alacsony késleltetésű szélessávú kapcsolatot biztosítson. A Kuiper nevet a Kuiper-öv inspirálta.
2020. július 30-án a Szövetségi Kommunikációs Bizottság jóváhagyta az Amazon számára egy 3236 műholdból álló konstelláció alacsony Föld körüli pályára történő telepítését. 2020-ban a telepítést öt fázisban tervezték, és az internetszolgáltatás az első 578 műhold felbocsátása után kezdődik. Az FCC által kiadott engedély értelmében az Amazon köteles a műholdak felét legkésőbb 2026. július 30-ig felbocsátani és üzemeltetni, a fennmaradó műholdakat pedig legkésőbb 2029. július 30-ig kell felbocsátani és üzemeltetni.
Az Amazon 92 rakétaindítást vásárolt a United Launch Alliance, az ArianeGroup és a Blue Origin (ez utóbbi az Amazon alapítójának, Jeff Bezosnak a tulajdonában van) cégektől összesen több mint 10 milliárd amerikai dollár értékben. A vállalat 2024-ben további három indítást vásárolt a SpaceX-től, amely a konkurens Starlink műholdas internetkonstellációt üzemelteti.

## Története
2019 áprilisában az Amazon tisztviselői bejelentették, hogy finanszírozni és telepíteni fogják a Project Kuiper projektet, egy nagyméretű műholdkonstellációt, amely szélessávú internetszolgáltatást nyújtana. A tisztviselők szerint a projekt „szélessávú szolgáltatást kínálna más vállalatokkal való partnerségen keresztül”, többek között „több tízmillió embernek, akiknek nincs alapvető hozzáférésük a szélessávú internethez”, bár továbbra sem világos, hogy a szolgáltatást közvetlenül a fogyasztóknak kínálják-e majd.
A Kuiper Systems elnöke, Rajeev Badyal korábban a SpaceX Starlink műholdas internetkonstellációjának alelnöke volt. Elon Musk 2018-ban kirúgta, Badyal nem sokkal később más volt SpaceX-alkalmazottakkal együtt megalapította a Kuipert.
2019 decemberében arról számoltak be, hogy az Amazon azt kérte az FCC-től, hogy tekintsen el azoktól a követelményektől (pl. 2016-ig kellett volna jelentkeznie), amelyeket a SpaceX-nek és a OneWebnek kellett betartania ahhoz, hogy nagy műholdas internetkonstellációik engedélyt kapjanak.
2020 júliusában az Amazon megkapta az FCC engedélyét egy 3236 műholdból álló konstelláció pályára állítására, többek között azzal a feltétellel, hogy nem zavarják a korábban engedélyezett műholdas vállalkozásokat. A vállalat tisztviselői azt mondták, hogy 10 milliárd dollárt költenének erre az erőfeszítésre. Várhatóan akár egy évtizedbe is beletelik majd mind a 3236 tervezett műhold teljes kiépítése.
2020 decemberében az Amazon bemutatta a Project Kuiper műholdakhoz készült olcsó, lapos paneles antennát. Ez egy Ka-sávú fázisvezérelt antennasor, amely sokkal kisebb, mint a 17-30 GHz-en működő antennák hagyományos tervei. Az antenna ~30 cm (12 inch) széles lesz, és várhatóan akár 400 megabit/másodperc adatsávszélességet is támogatni fog, a hagyományos, korszerű lapos antennák költségének kevesebb mint 20%-áért. Az Amazon azt is bejelentette, hogy „indítási agnosztikus” kíván lenni, és nem tervezi, hogy kizárólag Jeff Bezos Blue Origin cégének indítási kapacitását használja, hanem nyitott minden szolgáltató indítási kapacitási ajánlatára.
2021 áprilisában az Amazon bejelentette, hogy szerződést kötött az ULA-val a Kuiper műholdak kilenc indítására Atlas V hordozórakétákkal a floridai Cape Canaveral űrrepülőtérről, és megjegyezte, hogy „továbbra is ”minden lehetőséget megvizsgál" a fennmaradó műholdak indítására.
2022 áprilisában az Amazon három hordozórakéta-szolgáltatóval kötött szerződéseket jelentett be 83 indításra a következő évtizedben. Ezek között szerepel 18 indítás az európai Ariane 6 hordozórakétával, 12 indítás a Blue Origin New Glenn hordozórakétájával (további 15-re szóló opcióval), és 38 indítás a United Launch Alliance Vulcan hordozórakétáján. Az Amazon korábban bejelentette, hogy megvásárolta az ULA-tól az utolsó kilenc Atlas V rakétaindítást a nyugdíjazás előtt.
2023 augusztusában az Amazon egyik részvényese, a Cleveland Bakers and Teamsters Pension Fund pert indított a vállalat ellen, azt állítva, hogy az Amazon igazgatótanácsa rosszhiszeműen járt el amikor a konstellációra vonatkozó, mintegy 10 milliárd dolláros indítási szerződéseket szerezte be, ami az Amazon eddigi második legnagyobb tőkekiadását jelentette. A Bezos tulajdonában lévő Blue Originnek kötött szerződések a teljes kiadás 45%-át tették ki. A per szerint a Bezos és a SpaceX alapítója, Elon Musk közötti ellenségeskedés megakadályozhatta, hogy az Amazon szerződést kössön a SpaceX Falcon 9 hordozórakétájával, amely repülési szempontból bevált és potenciálisan költséghatékonyabb.
Két kezdeti prototípus műhold, a „KuiperSat-1” és a „KuiperSat-2” 2023. október 6-án indult a United Launch Alliance által üzemeltetett Atlas V rakétával a Cape Canaveral űrállomásról. A küldetés sikeresnek bizonyult, és mindkét műholdat deorbitálták.

### A prototípus elindítása után
A prototípus indítása után 2023 decemberében bejelentették, hogy az Amazon három Kuiper-indítást biztosított a SpaceX Falcon 9 fedélzetén.
A Vulcan Centaur rakéta 2024. január 8-án indult először, megnyitva az utat a Kuiper Systems műholdak jövőbeli megrendelt indításai előtt. A Vulcan 38 alkalommal fog indítani a Kuiper számára. Az Ariane 6 2024. július 9-én hajtotta végre szűzrepülését. Az Ariane 6 18 Kuiper-indításért felelős. Az első 27 sorozatgyártott műholdat 2025 április 28-án indították Atlas V rakéta fedélzetén. A vállalat közölte, hogy sikeresen minden műholddal sikeres kommunikációs kapcsolatot létesített.

## Technológia

### Műholdkonstelláció
A Kuiper 2025 áprilisáig két prototípus műholdat és 27 sorozatgyártású műholdat bocsátott fel. A Project Kuiper System a tervek szerint 3236 műholdból áll majd, amelyek 98 pályasíkban működnek három pályahéjban, egy-egy 590 km (370 mérföld), 610 km (380 mérföld és 630 km (390 mérföld) pályamagasságban. A műholdak Hall-effektes hajtómű technológiával vannak felszerelve.
A telepítés 1. fázisa 578 műholdat tartalmaz majd 630 km magasságban és 51,9 fokos pályahajlással. A 
konstelláció fejlesztésének összesen öt fázisát tervezik.
A Kuiper a tervek szerint együttműködik az Amazon korábban bejelentett, 12 műholdas földi állomásból álló nagy hálózattal (az "AWS Ground Station unit"), amelyet 2018 novemberében jelentett be. A műholdak a földi állomásokhoz való csatlakozás mellett a földi internethez való csatlakozás érdekében optikai infravörös lézerkapcsolatokon keresztül is összekapcsolódnak majd.
Az Amazon ezt a technológiát OISL (optical inter-satellite link) néven említi. Ezek a lézerek képesek 100 Gbps sebességet fenntartani akár 2600 km-es távolságon keresztül két, 25 000 km/h sebességgel mozgó műhold között. A jelenlegi űrbeli tesztjei 1000 km-es távolságig bizonyították ezt a sebességet.

### Felhasználói terminálok
Többféle ügyfélterminál kialakítását tervezik a különböző piaci igényekre. A Kuiper projekt standard ügyfélterminálja várhatóan kevesebb mint 11 hüvelyk négyzetméteres és 1 hüvelyk vastag, és kevesebb mint öt kilogrammot nyom a rögzítőkonzol nélkül. Az eszköz a tervek szerint akár 400 megabit/másodperc (Mbps) sebességet is képes lesz biztosítani. Az Amazon arra számít, hogy ezeket a terminálokat darabonként kevesebb mint 400 dollárért fogja gyártani.
Egy ultrakompakt kialakítású, 7 hüvelykes, négyzet alakú, egy fontot nyomó ügyfélterminál 
akár 100 Mbps sebességet is kínál majd. Ez a kialakítás a lakossági ügyfeleket fogja megcélozni, akik alacsonyabb költségeket szeretnének, valamint a kormányzati és vállalati ügyfeleket, akik olyan alkalmazásokat követnek, mint a földi mobilitás és a dolgok internetje. Egy nagy sávszélességű kialakítás, 19 hüvelyk x 30 hüvelyk méretű terminál akár 1 gigabit/másodperc sebességet is fog majd biztosítani.

## Létesítmények
A Kuiper Systems szervezeti központja 2020 óta az Amazon K+F létesítményében található a washingtoni Redmondban.
A műhold prototípusok és a gyártási módszerek fejlesztését kezdetben a redmondi telephelyen végezték. A gyártás és a műholdak gyártása a közeli Kirklandben, Washingtonban található 172 000 négyzetméteres létesítményben található.
A 2024 áprilisában megnyitott kirklandi gyár a tervek szerint a 
csúcskapacitásban napi öt műholdat fog gyártani. A washingtoni Everettben várhatóan 2024 júniusában nyílik meg egy logisztikai központ, amely a kirklandi gyárat látja el nyersanyagokból összeállított készletekkel.
Floridában, a NASA Kennedy Űrközpontjában egy műholdfeldolgozó és integrációs létesítményt terveznek, amely a Blue Origin és a United Launch Alliance rakétáival az űrrepülőtérről indítandó űreszközök integrálására szolgál. A 31 000 négyzetméteres létesítmény várhatóan nem lesz működőképes 2025 eleje előtt, és az Amazon egy harmadik féltől származó hasznos teherfeldolgozó létesítményt fog használni, amíg a sajátja teljesen nem áll üzembe.